# 1-515/9ш

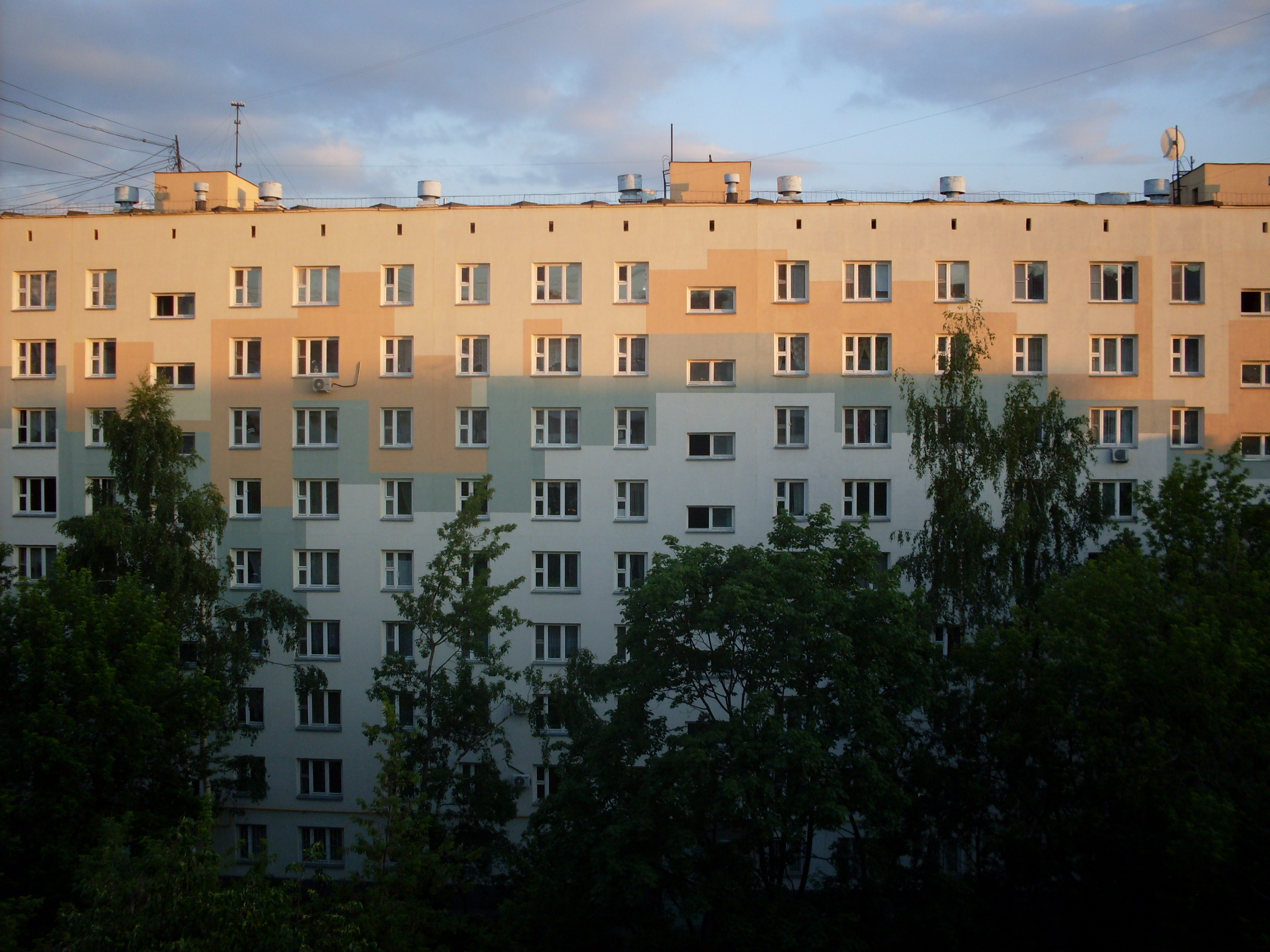
Дом серии I-515/9ш 1971 года постройки с 4 подъездами в Москве после ремонта

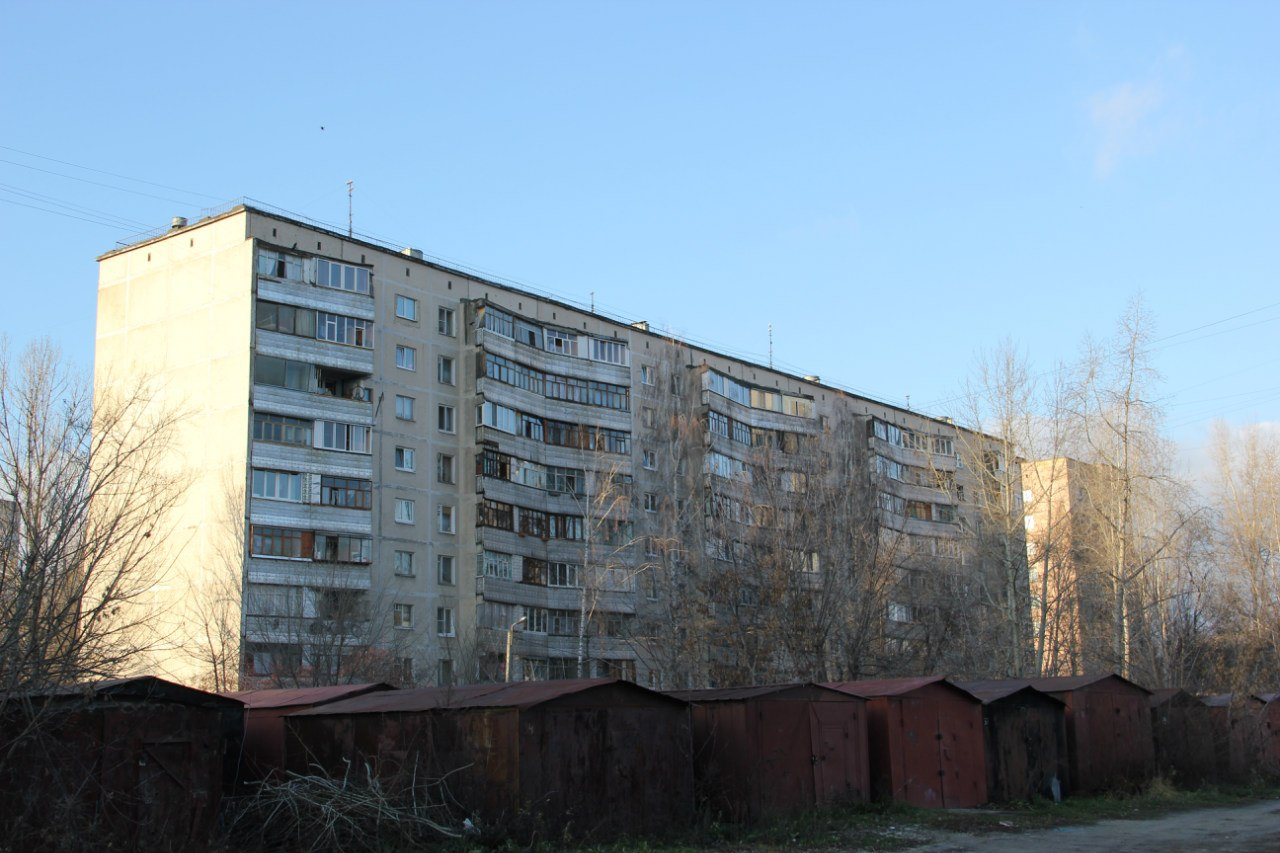
Дом серии I-515/9ш в Казани

I-515/9ш — серия девятиэтажных многосекционных (многоподъездных) панельных домов. В ряде источников именуется как 1-515/9ЮЛ. I в названии серии обозначает тип несущих стен, в данном случае продольные. Обычно в домах 2, 4 или 6 подъездов. В домах предусмотрены одно-, двух- и трёхкомнатные квартиры по четыре квартиры на этаже. Высота потолка (без стяжки) — 260 см. Дома серии I-515/9ш (широтной) были разработаны в 1960-х годах и в дальнейшем эта серия была адаптирована к Единому каталогу строительных деталей, принятому в 1970 году. Дома такого типа строились в Москве: районы Северное и Южное Тушино, Можайский, Войковский, Головинский, Покровское-Стрешнево, Капотня, Восточное и Западное Бирюлёво, Дмитровский, Бескудниковский, Хорошёво-Мневники, Гольяново, Выхино-Жулебино, Солнцево, Щукино, Кунцево, Чертаново, Ивановское, Рязанский, Коньково, Нагатино, Зеленоград. Подмосковье: Солнечногорск, Подольск, Дзержинский, Железнодорожный, Троицк. А также в Александрове, Мценске, Рязани, Тынде, Тольятти, Казани, Набережных Челнах, Ростове-на-Дону, Волгодонске, Курске. Годы строительства — 1968—1981. Первоначально была разработана наряду с меридиональной серией I-515/9м на замену пятиэтажкам серии I-515/5, строящимся трестом МПСМ, но постепенно почти полностью вытеснила меридиональную серию. Существует также пятиэтажная (без лифтов) модификация данной серии, которая строилась в посёлках Московской области, где инфраструктура в то время не была рассчитана на обслуживание лифтового хозяйства и подачу воды на верхние (выше пятого) этажи.

## Строительные конструкции
Годы постройки: 1966—1984 гг.
Количество этажей: 9.
Количество комнат в квартирах: 1, 2, 3.
Количество квартир на этаже: 4.
Высота потолков: 2,64 м.
Лифты: один пассажирский грузоподъёмностью 400 кг.

## Достоинства
В домах имеются: один пассажирский лифт грузоподъёмностью 400 кг, мусоропровод, совмещённые и раздельные санузлы, отопление, холодное и горячее водоснабжение (централизованные), вентиляция, встроенный шкаф.